# Norsko na Zimních olympijských hrách 1960
Norsko na Zimních olympijských hrách 1960 v Squaw Valley reprezentovalo 29 sportovců, z toho 25 mužů a 4 ženy. Nejmladším účastníkem byl Liv Jagge-Christiansen (16 let, 361 dní), nejstarším pak Henry Hermansen (38 let, 314 dní). Reprezentanti vybojovali 6 medailí, z toho 3 zlaté, 3 stříbrné.

## Medailisté
| Medaile | Jméno                                                         | Sport              | Disciplína             |
| ------- | ------------------------------------------------------------- | ------------------ | ---------------------- |
| Zlato   | Håkon Brusveen                                                | Běh na lyžích      | Muži 15 km             |
| Zlato   | Roald Aas                                                     | Rychlobruslení     | Muži 1 500 m           |
| Zlato   | Knut Johannesen                                               | Rychlobruslení     | Muži 10 000 m          |
| Stříbro | Harald Grønningen Hallgeir Brenden Einar Østby Håkon Brusveen | Běh na lyžích      | Muži štafeta 4 x 10 km |
| Stříbro | Tormod Knutsen                                                | Severská kombinace | Muži jednotlivci       |
| Stříbro | Knut Johannesen                                               | Rychlobruslení     | Muži 5 000 m           |